# CERN Document Server
CERN Document Server
Bază de date cu lucrări științifice text complet (articole din reviste, cărți și conferințe, prezentări și prezentări orale, periodice și rapoarte, multimedia (audio, video, foto, TV, etc.) și prezentări pentru publicul larg ale experimentelor, arhive ale instituțiilor științifice) și preprinturi (prepublicații), gestionată de Centrul de fizică nucleară European de la Geneva. Conține 800 mii de lucrări(documente), inclusiv 360 mii text complet. 
Adresa web a bazei de date:
- http://cdsweb.cern.ch/